# Jean Fleury
Pour les articles homonymes, voir Jean Fleury (homonymie) et Fleury.
Jean François Bonaventure Fleury, né le 21 février 1816 à Vasteville et mort le 17 août 1894 à Gréville, est un folkloriste, linguiste, historien de la littérature et universitaire français.
Son nom reste associé au traditionnisme en France au XIXe siècle.

## Biographie
Né dans une famille modeste du Cotentin, il fait ses études au collège de Cherbourg, grâce à une bourse d’externe obtenue au concours, en 1829, et se fait recevoir bachelier ès lettres à Paris. Après avoir été pendant quelque temps professeur au collège de Gisors, il débute très tôt dans la vie littéraire comme rédacteur en chef au Journal de Cherbourg de 1837 à 1841. À cette époque, il intègre la Société nationale académique de Cherbourg et publie un guide touristique sur Cherbourg, avec Hippolyte Vallée, ainsi qu’un ouvrage recensant des Traditions populaires des environs de Cherbourg.
Grand érudit, il apprend seul l’italien, l’espagnol, l’anglais, l’allemand et se constitue une grande bibliothèque, où se réunissaient, les jours de congé, quelques uns de ses condisciples, formant une sorte de cénacle, auxquels il fait part de ses premiers essais littéraires. Il collabore au Journal des mères et des enfants de Jules Delbrück et aux publications pédagogiques de Marie Pape-Carpantier.
Ne pouvant subvenir à son existence à Cherbourg, il s’établit, en 1841, à Paris, où il collabore à diverses publications périodiques, entre autres, à l’Encyclopédie du XIXe siècle, le quotidienla Démocratie pacifique, dirigée par Victor Considerant. Après avoir consacré sa jeunesse à la défense des idées libérales, le coup d'État du 2 décembre 1851, lui ferme la politique. La presse ayant cessé d’être libre, il s’éloigne volontairement du journalisme politique, pour se consacrer à l’enseignement de la littérature française, pour lequel il avait de grandes aptitudes.
Lorsque la famille d’une de ses élèves retourne dans son pays en Estonie, il l’y suit, accompagné de sa fille Alice, qui deviendra une écrivain célèbre en son temps sous le nom d’Henry Gréville. Appelé á Saint-Pétersbourg en 1857, il est d’abord gouverneur dans une famille. Puis en 1863, il entre à la fois au 5e Gymnase de garçons comme maitre de français et à l’École de droit comme professeur de littérature française. Il s’était fait recevoir en outre maître d’histoire et de géographie pour les établissements de l’Impératrice Marie.
Il professe ensuite dans plusieurs Instituts et gymnases, de demoiselles, à l’Institut Catherine, à l’Institut Nicolas (classe française, où il a enseigné pendant vingt ans l’histoire universelle de littérature et celle des beaux arts), aux Cours pédagogiques. En 1872 après la mort de Margot, il concourt avec succès pour le poste de lecteur en langue et littérature française à l’Université Impériale. Ayant pris sa retraite, en 1890, après 25 ans de service, le conseil de l’Université l’a continué dans ses fonctions pour cinq nouvelles années.
Doyen de la communauté française de Saint-Pétersbourg, il est devenu un des propagateurs les plus autorisés de l’influence française. Beaucoup de Russes de l’époque lui ont dû leur parfaite connaissance de la langue, de la littérature et des arts français. Il est un de ceux qui ont le plus fait pour maintenir le prestige de la France en Russie. Signalé depuis longtemps à l’attention du public français par son œuvre pédagogique considérable, il publie de nombreux ouvrages largement diffusés, sur la langue et la grammaire françaises, sur les littératures russe et française, mais également ses travaux de critique littéraire et des études littéraires, notamment sur Marivaux et le marivaudage et Rabelais et ses œuvres, travail qui a été l’objet d’une mention honorable de l’Académie française. Correspondant du Figaro, de la Revue internationale et de la Revue universelle, il rédigera pendant de longues années la critique littéraire et théâtrale du Journal de Saint-Pétersbourg, à partir de 1873, tout en envoyant régulièrement des articles érudits aux Mémoires de la Société de linguistique, à la Revue des Deux Mondes et à la Revue pédagogique.
Très tôt attiré de bonne heure par les traditions populaires, il publie , en 1841 et en 184, les Traditions populaires de l'arrondissement de Cherbourg dans l’Annuaire de Cherbourg et de Valognes. En 1883, a paru dans la collection des littératures populaires de toutes les nations, la Littérature orale de la Basse-Normandie (Hague et Val de Saire), l'un des meilleurs ouvrages sur le folklore normand, régulièrement réédité, qui lui vaut le prix Archon-Despérouses de l’Académie française, en 1887 . Son Essai sur le patois normand de la Hague, initialement paru dans la Revue de linguistique de Paris, contient également beaucoup de renseignements intéressant pour ce genre d’études. Si nul n'a plus que lui contribué à faire connaitre le traditionnisme français au public russe, il a également envoyé un mémoire sur les superstitions russes au congrès des traditions populaires de 1889.
Membres de diverses sociétés savantes de Russie, de France et d'Angleterre. En Russie, conseiller d'État, commandeur des ordres de Saint-Stanislas et de Sainte-Catherine. En France, il était chevalier de la Légion d'honneur, pour services rendus à l'influence française en Russie, officier d'Académie, commandeur de Saint-Stanislas et de Sainte-Anne. Il a été l’un des premiers adhérents à la Société des Traditions populaires, dont il était membre perpétuel ; il faisait également partie de la Société de linguistique et de la Folk-Lore Society, de la Société florimontane de Savoie, de la Société néophilologique de Pétersbourg, de la Société Académique d’Avranches, de celle de Cherbourg.

Rentré en France en 1892, il est frappé, deux ans plus tard, dans la nuit du 27 au 28 juillet, par une attaque de paralysie, compliquée d’une congestion pulmonaire, à Gréville, où, depuis quelques années, il avait l’habitude de venir passer le temps des vacances, avec son épouse. Il a été inhumé dans le cimetière de Gréville, et sur sa tombe, on a gravé un de ses poèmes : 
Que l’ombre y soit touffue et que l’herbe y gazonne,

Que le pinson y chante et la mouche y bourdonne,

Qu’on entende les cris des oiseaux querelleurs.

Loin des prés odorants, loin des coteaux fertiles,

J’ai vécu de longs jours exilé dans les villes,

Laissez moi m’endormir au doux parfum des fleurs

## Hommages
La ville de Cherbourg-en-Cotentin a donné son nom une rue.